# Nadarzyn
Nadarzyn è un comune rurale polacco del distretto di Pruszków, nel voivodato della Masovia.
Ricopre una superficie di 73,4 km² e nel 2004 contava 9 546 abitanti.